# Марко Сольфріні
Марко Сольфріні (італ. Marco Solfrini, 30 січня 1958 — 24 березня 2018) — італійський баскетболіст.
Срібний призер Олімпійських Ігор 1980 року.